# Lopo
Lopo fue un juglar gallego de la primera mitad del siglo XIII.

## Biografía
Nada se sabe de su origen y muy poco de su vida. Llegó a ser un juglar de cierto prestigio, ya que frecuentaba la corte castellana y es posible que también, ocasionalmente, la portuguesa. Fue llevado por el rey Fernando III a campañas militares, según él mismo dice en alguna de sus composiciones.
Fue objeto de escarnio por parte de Martín Soarez, en varias de sus composiciones, diciendo de Lopo que el público le pagaba con patadas o con dones para que dejase de actuar. También objeto de escarnio en composiciones provenzales.

## Obra
Se conservan 3 cantigas de amor y 8 cantigas de amigo, incluida una cantiga de romería.